# Холопов Юрій Миколайович
Юрій Миколайович Холопов (14 серпня 1932, Рязань — 24 квітня 2003, Москва) — російський музикознавець-теоретик, професор  Московської консерваторії, доктор мистецтвознавства, лауреат державної премії Росії, заслужений діяч мистецтв Росії, член Спілки композиторів Росії, член Європейської Академії (Academia Europaea, Лондон).

## Життєпис
Закінчив Рязанське обласне музичне училище. У 1949—1954 навчався на теоретико-композиторському факультеті Московської консерваторії в класі проф. І. В. Способіна. Служив у Групі радянських військ у Німеччині. Аспірантуру Московської консерваторії закінчив 1960 у професора С. С. Богатирьова. Захистив кандидатську дисертацію в 1975, докторську в 1977.
З 1960 року працював на кафедрі теорії музики Московської консерваторії. З 1972 року — доцент, з 1983 року — професор. Основні галузі наукових досліджень Холопова: теорія та історія гармонії, теорія музичної форми, історія музичної науки (в діапазоні від Аристоксен а до П. Н. Мещанінова). Особливо цінні його дослідження в області гармонії, що отримали широке громадське визнання; за його підручниками теоретична і практична гармонія викладається нині в російських музичних ВНЗ.

## Публікації
Холопов — автор близько 1000 робіт з теорії та історії гармонії та музичної форми, сучасної музики, історії музичної науки, з яких опубліковано близько 800. Серед книг і монографій:
- О гармонии [1960] М.: Советский композитор, 1961;
- Фортепианные сонаты С. С. Прокофьева М.: Музгиз, 1961. Соавтор Валентина Холопова
- Анализ музыкальных произведений. Программа для музыкальных училищ М.: Методический кабинет Министерства культуры СССР, 1966
- Современные черты гармонии С. С. Прокофьева [1959-1964] М.: Музыка, 1967
- Музыкально-теоретические системы. Программа для музыкальных вузов по специальностям: композиция, музыковедение [1969: 1-я ред.; 1977—1978: 2-я ред.; 2001: 3-я ред.] М.: Методический. кабинет Министерства культуры СССР, 1972 ; М., 1982 (2-е изд.); М., 2002 (3-е изд.:)
- Очерки современной гармонии [1966-1967] М.: Музыка, 1974;
- Инструментоведение. Программа для музыкальных училищ М.: Методический кабинет Министерства культуры СССР, 1975
- Современная музыка в системе музыкально-теоретического образования. Обзорная информация М.: Библиотека им. В. И. Ленина. НИО Информкультура, 1977
- Задания по гармонии. Учебное пособие для студентов композиторских отделений музыкальных вузов [1976] М.: Музыка, 1983
- Антон Веберн. Жизнь и творчество [Т. 1] [1973] М.: Советский композитор, 1984; Berlin, 1989 (на нем. яз.); Milano,1990 (на итал. яз.). Соавтор Валентина Холопова.
- Гармония. Программа для композиторских отделений муз. вузов М.: Методический кабинет Министерства культуры СССР, 1987
- Гармония. Теоретический курс. Учебник для студентов историко-теоретических отделений музыкальных вузов [1983] М.: Музыка, 1988; 2-е доп. изд., Спб., 2003.
- Эдисон Денисов [1989-1991] М.: Композитор, 1993; Amsterdam: Harwood Academic Publishers, 1995 (на англ. яз.). Соавт. Валерия Ценова.
- Гармонический анализ. В 3-х частях. Часть 1 [1986-1988] М.: Музыка, 1996.
- Гармонический анализ. В 3-х частях. Часть 2 [1986-1988] М.: Музыка, 2001.
- Пьер Булез. Эдисон Денисов. Аналитические очерки (Сборник статей) М.: ТЦ Сфера, 1998. Соавтор Светлана Курбатская.
- Музыка Веберна [Т. 2] [1975] М.: Композитор, 1999. Соавтор Валентина Холопова.
- Edison Denisov — the Russian Voice in European New Music (Эдисон Денисов — русский голос в европейской Новой музыке) Berlin: Verlag Ernst Kuhn, 2002 (на англ. яз.)
- Современная гармония: Программа курса и методическое пособие по специальности «Теория музыки». Повышенный уровень среднего профессионального образования. М.: Научно-методический центр по художественному образованию Министерства культуры РФ, 2002.
- Гармония. Теоретический курс. 2-е доп. изд. СПб.: Лань, 2003.
- О сущности музыки // Юрий Николаевич Холопов и его научная школа.— М., 2004, с.6–17.
- Гармония. Практический курс. Часть 1: Гармония эпохи барокко. Гармония эпохи венских классиков. Гармония эпохи романтизма. М.: Композитор, 2003; 2-е изд. испр. и доп. М.: Композитор, 2005.
- Гармония. Практический курс. Часть 2: Гармония XX века. М.: Композитор, 2003; 2-е изд. испр. и доп. М.: Композитор, 2005
- Музыкально-теоретическая система Хайнриха Шенкера. М.: Композитор, 2006.
- Музыкально-теоретические системы: Учебник / Под ред. Т. Кюрегян и В. Ценовой. М.: Композитор, 2006.
- Введение в музыкальную форму / Под ред. Т. Кюрегян и В. Ценовой. М.: Изд. Моск. Консерватории им. Чайковского, 2006.

## Критика спадщини Холопова
Невдалою виявилася спроба Холопова вибудувати доктрину музично-історичного процесу; була помічена її тавтологічність, фантастичність та навіть химерність. Спроба пом'якшити такі жорсткі оцінки концепції закінчилася визнанням міфічності  цього сміливого і невдалого штурму проблеми Юрієм Миколайовичем.
У схильності Холопова до міфотворчості може переконатися кожен, кому попадеться на очі фантастична химера «веселковий спектр інтервалів» з його визначення природного гармонійного ряду.

## Додаткове читання
- Меморіальний вебсайт
- Інформація на сайті Московської консерваторії
- Інтерв'ю Ю.Н.Холопова
- Некролог в газете «Guardian» (англ.)